# Granath
Granath är ett svenskt efternamn, som använts som soldatnamn, och som också kan stavas Granat. Den 31 december 2013 var följande antal personer bosatta i Sverige med stavningsvarianterna
- Granath 2516
- Granat 920

Totalt blir detta 3436 personer.
En svensk släkt med namnet Granath har räknats som ointroducerad adel. Den härstammar från Hans Daniel Granath (1725-1782), som var överstelöjtnant i österrikisk tjänst och som erhöll österrikiskt adelskap 1771. Hans släkt fortlevde 1889, men dess vidare öden är inte kända.

## Personer med efternamnet Granath eller Granat
- Anna Granath (född 1976), dansare, komiker och programledare
- Anna-Lisa Granath (1908–1997), konstnär
- Björn Granath (1946–2017), skådespelare
- Björn Granath (basketspelare) (född 1966), basketspelare
- Bo Granath, flera personer
  - Bo Granath (roadracingförare) (född 1939), roadracingförare
  - Bo Granath (militär) (1924–2006), militär
- Einar Granath (1936–1993), ishockeyspelare
- Eivin Granath (1914–1993), konstnär
- Elias Granath (född 1985), ishockeyspelare
- Erik Granat  (född 1995), fotbollsspelare
- Fredrik Granath (född 1970), producent
- Gustav Granath (född 1997), fotbollsspelare
- Johan Granath (född 1950), skridskoåkare
- Lars Granath (född 1958), politiker, folkpartist
- Marko Granat (född 1966), friidrottare
- Nils Gustaf Granath (1896–1937), kompositör och sångtextförfattare
- Ola Granath (född 1939), konstnär
- Olle Granath (född 1940), konstkritiker och författare
- Oloph Granath (född 1951), skridskoåkare
- Per Granath, flera personer
  - Per Granath (militär) (1930–2002), militär
  - Per Granath (politiker) (1882–1953), politiker och postiljon
- Wilhelm Granath (1855–1907), författare
- Vladimir Granat (född 1987), rysk fotbollsspelare